# Андре Тассен
Андре Тассен (фр. André Tassin, 23 лютого 1902, Аррас, Франція — 12 січня 1987, Реймс, Франція) — французький футболіст, що грав на позиції воротаря, зокрема, за клуб «Расінг» (Париж), а також національну збірну Франції.

## Клубна кар'єра
У дорослому футболі дебютував 1929 року виступами за команду клубу «Расінг» (Париж), в якій провів п'ять сезонів. 
Протягом 1934—1935 років захищав кольори команди клубу «Ам'єн».
Завершив професійну ігрову кар'єру у клубі «Реймс», за команду якого виступав протягом 1935—1936 років.
Помер 12 січня 1987 року на 85-му році життя у Реймсі.
| Дата           | Місто    | Господарі | Результат | Гості   | Турнір           | Голи | Примітки |
| -------------- | -------- | --------- | --------- | ------- | ---------------- | ---- | -------- |
| 10 квітня 1932 | Коломб   | Франція   | 1 – 2     | Італія  | товариський матч | -2   |          |
| 1 травня 1932  | Брюссель | Бельгія   | 5 – 2     | Франція | товариський матч | -5   |          |
| 5 червня 1932  | Белград  | Югославія | 2 – 1     | Франція | товариський матч | -1   | 46'      |
| 9 червня 1932  | Софія    | Болгарія  | 3 – 5     | Франція | товариський матч | -1   | 62'      |
| 12 червня 1932 | Бухарест | Румунія   | 6 – 3     | Франція | товариський матч | -6   |          |
| Усього         |          | Матчів    | 5         |         | Голів            | -15  |          |